# Villedieu, Vaucluse
Villedieu är en kommun i departementet Vaucluse i regionen Provence-Alpes-Côte d'Azur i sydöstra Frankrike. Kommunen ligger i kantonen Vaison-la-Romaine som tillhör arrondissementet Carpentras. År 2022 hade Villedieu 480 invånare.

## Befolkningsutveckling
Antalet invånare i kommunen Villedieu
| Referens: INSEE |